# Ферентило
Ферентѝло (на италиански: Ferentillo) е село и община в Централна Италия, провинция Терни, регион Умбрия. Разположено е на 260 m надморска височина. Населението на общината е 1963 души (към 2010 г.).